# Joey McIntyre
Pour les articles homonymes, voir McIntyre.
Joseph Mulrey McIntyre, dit Joey McIntyre, est un auteur-compositeur-interprète et acteur américain, né le 31 décembre 1972 à Needham en Massachusetts. Il est mondialement connu en tant que membre, le plus jeune, des New Kids On The Block au plus tard des années 1980.

## Biographie

### Enfance
Joseph Mulrey McIntyre naît à Needham, en Massachusetts. Issu d'une famille d'origine irlandaise catholique, il est le plus jeune d'une fratrie de neuf enfants.

### Carrière

#### Musique
Sous le pseudonyme de Joey, il entre dans le groupe New Kids on the Block à l'âge de douze ans. Sa voix est particulièrement notable sur des titres tels que Stop It Girl, Please Don't Go Girl, ou bien encore If You Go Away. 
Depuis 1999, il poursuit une carrière musicale en solo.
En 2004, il participe à la célèbre émission Dancing with the Stars (première saison). Il arrive à la troisième position avec comme partenaire Ashly DelGrosso-Costa.
Le groupe NKOTB s'est reformé en 2008. 

#### Acteur
Joey McIntyre tourne dans plusieurs films à petits budgets et quelques épisodes de séries télévisées telles que Boston Public et Psych : Enquêteur malgré lui. Il joue également au théâtre depuis 1995 dans de nombreuses pièces telles que Wicked, Tick, Tick... Boom!, Happy Days, The Kid et Waitress.

### Vie privée
Côté vie privée, il est marié à Barrett Williams depuis le 9 août 2003. Le couple a eu trois enfants : Griffin Thomas, Rhys Edward et Kira Katherine.
Le 15 avril 2013, il participe au Marathon de Boston et termine la course cinq minutes avant l'attentat : il est indemne.

## Discographie

### Albums avec les New Kids on the Block
- 1986 : New Kids on the Block
- 1988 : Hangin' Tough
- 1989 : Merry, Merry Christmas
- 1990 : Step by Step
- 1991 : No More Games: The Remix Album
- 1994 : Face the Music
- 1999 : Greatest Hits
- 2008 : The Block
- 2011 : NKOTBSB
- 2013 : 10
- 2017 : Thankful (EP)

### Albums solo
- 1999 : Stay the Same
- 2001 : Meet Joe Mac
- 2002 : One Too Many: Live From New York
- 2004 : 8:09
- 2006 : Talk to Me
- 2009 : Here We Go Again
- 2011 : Come Home For Christmas

### Singles solo
- 1999 : Stay the Same
- 1999 : I Love You Came Too Late
- 2000 : I Cried
- 2001 : Rain
- 2004 : L.A. Blue
- 2004 : Dance Like That
- 2009 : Here We Go Again
- 2011 : O Come All Ye Faithful
- 2020 : Own This Town

## Filmographie

### Longs métrages
- 1995 : The Fantasticks de Michael Ritchie : Matt Hucklebee
- 2004 : Tony n' Tina's Wedding de Roger Paradiso : Tony
- 2007 : On Broadway de Dave McLaughlin : Jack O'Toole
- 2011 : New Year's Eve de Garry Marshall : Rory, le palefrenier
- 2013 : Les Flingueuses (The Heat) de Paul Feig : Peter Mullins

### Court métrage
- 2002 : Pillowfighter de Jamie Greenberg : Jeremy Yoctin

### Téléfilm
- 2007 : Christmas at Cadillac Jack's de Jeff Wood : Gary
- 2023 :  V.C. Andrews' Dawn : Michael Sutton

### Séries télévisées
- 1999 : All That
- 2002–2003 : Boston Public : Colin Flynn (17 épisodes)
- 2003 : Johnny Bravo : le garçon du magasin animalier (voix)
- 2005 : Love, Inc. : Greg
- 2006 : Less Than Perfect : Ethan
- 2011 : Les Experts : Manhattan (CSI:NY) : Ray James
- 2011 : Psych : Enquêteur malgré lui (Psych) : l’officer Reynolds
- 2013 : Motive : Glen Martin
- 2013 : 90210 Beverly Hills : Nouvelle Génération (90210) : Rand Gunn
- 2013 : Newsreaders : Mike Sullivan
- 2014 : The Hotwives : Heath (7 épisodes)
- 2014–2015 : The McCarthys : Gerard McCarthy (16 épisodes)
- 2016 : Angel from Hell : lui-même
- 2016 : Angie Tribeca : Skylar
- 2016 : La Fête à la maison : 20 ans après (Fuller House) : lui-même
- 2017 : Return of the Mac : lui-même (17 épisodes)